# Lone Johnsen
Lone Johnsen (født 2. september 1951 i København) er en dansk erhvervsleder, chef for Carlsberg Besøgscenter og Carlsberg Museum og tidligere politiker fra Venstresocialisterne.

## Karriere
Johnsen er uddannet cand.mag. i historie og samfundsfag fra Roskilde Universitetscenter 1981. Hun var været fuldmægtig i Kommunernes Landsforening 1981-85, journalist i Djøf 1985-86, informationschef i PKA 1986-92 og kommunikations- og marketingchef i Krüger A/S 1992-96. I 1996 blev Johnsen direktør for Danmarks Naturfredningsforening, hvilket hun var indtil 2000. Samtidig var hun præsident for European Environmental Bureau 1998-2000. Hun drev egen konsulentvirksomhed 2000-02 og var inden hun i 2008 kom til Carlsberg direktør for Esrum Kloster & Møllegård fra 2002.
Johnsen har og har haft tillidsposter som medlem af bestyrelsen for Attraktionernes Udviklingsfond siden 2006, medlem af Energitilsynet udpeget af erhvervsministeren siden 2004, formand for Arealudviklingsrådet for Københavns Havn A/S, udpeget af trafikministeren siden 2001, medlem af Elsparefonden 1997-2002, medlem af Den rådgivende komité for miljøstøtte til Østlandene 1996-2001 og medlem af regeringens Energimiljøråd 1996-2001.
Lone Johnsen har skrevet Mere velfærd med færre ressourcer, miljøstrategi for SID (2001), været redaktør på Offentligheden og miljøet (Danmarks Naturfredningsforening 1998), skrevet Pensionskassen i fremtiden – fremtidens pensionskasser, sammen med Klaus Larsen (1990)

## Politisk virke
I slutningen af 1970'erne var Lone Johnsen en ledende politiker i VS. Partiets sympati for Folkefronten til Palæstinas Befrielse gjorde, at partiet i 1980 sendte en delegation til Mellemøsten. Delegationen bestod ud over Johnsen af Anne Grete Holmsgaard, der på det tidspunkt var medlem af Folketinget, samt Jakob Erle.
Delegationen mødte en række af PFLP's ledere, herunder Taysir Kuba, der var formand for PFLP's Internationale Komite og personligt havde budt Blekingegadebandens medlemmer velkommen på tidligere besøg. Sammen med Taysir Kuba og et medlem af PFLP's udenrigskomité Marwan Al-Fahoum, underskrev delegationen et "Joint Statement" på engelsk.
Denne fælles udtalelse var formet som en egentlig samarbejdsaftale og indeholdt en række kraftige formuleringer. I erklæringen hed det, at: "PFLP og VS bekræftede deres fælles opfattelse af den zionistiske stat som en racistisk enhed, der fungerer som imperialismens redskab. Begge parter bekræfter, at der ikke vil blive en løsning for det palæstinensiske folk, heller ikke det jødiske spørgsmål, uden en total destruktion af den zionistiske enhed." PFLP og VS' delegation udtrykte derefter deres tilslutning til Sovjetunionens politik og VS udtrykte sin varme støtte til PFLP: "Begge parter var enige om en fortsættelse af den palæstinensiske kamp i alle dens former."
Johnsen var i samme periode medforfatter til bøgerne Palæstinenser i Israel og Palæstinenser i Libanon (Gjellerups Forlag 1979).
Siden 10. april 1985 har hun været gift med kommunikationschef Niels Stockmarr.